# Leptoneta manca
Leptoneta manca là một loài nhện trong họ Leptonetidae.
Loài này thuộc chi Leptoneta. Leptoneta manca được L. Fage miêu tả năm 1913.